# Connexine 43
La connexine 43 ou Cx43 est une connexine.
Il s'agit de la protéine de jonction communicante la plus fréquente au niveau des ventricules cardiaques et sa concentration varie suivant le site.
Elle a été identifiée en 1987. Le terme « 43 » est en rapport avec son poids en kilodalton. 

## Rôle dans les maladies cardiaques
Sa concentration est réduite en cas de cardiomyopathie hypertrophique ou de cardiopathie ischémique. Cela pourrait intervenir dans la genèse de certains troubles du rythme tels qu'une tachycardie ventriculaire et la correction de ce déficit semble diminuer la susceptibilité aux troubles rythmiques.